# Sedum tsonanum
Sedum tsonanum är en fetbladsväxtart som beskrevs av Kun Tsun Fu. Sedum tsonanum ingår i Fetknoppssläktet som ingår i familjen fetbladsväxter. Inga underarter finns listade i Catalogue of Life.